# U-771
U-771 – niemiecki okręt podwodny (U-Boot) typu VIIC z okresu II wojny światowej. Okręt wszedł do służby w 1943 roku. Jedynym dowódcą był Oblt. Helmut Block. 

## Historia
Okręt został włączony do 31. Flotylli U-Bootów celem szkolenia i zgrania załogi. Od czerwca 1944 roku kolejno w składzie 9., 11. i 13. Flotylli jako jednostka bojowa.
U-Boot odbył dwa patrole bojowe, podczas których nie zatopił żadnej jednostki przeciwnika. 26 czerwca 1944 roku na północny wschód od Szetlandów okręt wraz z U-317 odpierał nalot brytyjskiego B-24 Liberatora. W wyniku ataku U-317 został zatopiony, natomiast samolot został na tyle poważnie uszkodzony, że po powrocie do bazy uznano go za utracony.
U-771 został zatopiony 11 listopada 1944 roku w fiordzie w pobliżu Harstad (Norwegia) przez brytyjski okręt podwodny HMS „Venturer”. Jedna z czterech wystrzelonych torped trafiła wynurzonego U-Boota. Zginęła cała, 51-osobowa załoga niemieckiej jednostki.